# Пика (оръжие)
Пиката е ръкопашно оръжие, представляващо дълго копие, което в миналото се използва от пехотата. Пиките се използват редовно в европейското военно дело от Късното средновековие до началото на 18 век. Обикновено се ползват за сражения в градски условия, докато не са заменени от байонета. Оръжието намира широко приложение сред немските и швейцарските наемни войници. Подобното оръжие сариса се използва от войската на Александър Велики във формация фаланга с голям успех. По принцип копието прераства в пика, когато стане прекалено голямо, за да се борави с него с една ръка в бой.

## Дизайн
Пиката е дълго оръжие, варирайки значително по размер, от 3 до 7,5 m. Тежи приблизително между 2,5 и 6 kg. Има дървена основа със закрепена за нея желязна или стоманена глава. Основата близо до главата често се подсилва с метални ленти. Голямата дължина на оръжието довежда до нуждата от здраво дърво, което се изостря до такава степен, че да се предотврати огъването на оръжието, макар лекото увисване винаги да е съпътстващ проблем при боравенето с пика.
Голямата дължина на пиките позволява врагът да бъде атакуван с голяма концентрация на копия от по-голямо разстояние, но също така прави оръжието неудобно в близък бой. Това означава, че пикеносецът трябва да е въоръжен с допълнително, по-късо оръжие, като например кама или боздуган, за да може да се защитава в близък бой. По принцип пикеносците се стремят да избягват такъв бой, тъй като са в неудобна позиция за него. Изостряща проблемите в близкия бой е липсата им на щит.